# 2e bataillon du 6e régiment de Marines
Le 2nd/6th bataillon est une unité appartenant à l'USMC basé à camp Lejeune, Caroline du Nord. Le bataillon se compose d'approximativement 800 marines et marins. Il appartient au 6e régiment de marines qui appartient à la 2e division de marines.

## Unités subalternes
- Headquarters et Services Company
- Echo Company (Helo)
- Fox Company (mécanisée)
- Golf Company (mécanisée)
- Weapons Company

## Première Guerre mondiale
Le 6e régiment est créé le 11 juillet 1917 pour servir de renforts durant la Première Guerre mondiale. Le 19 janvier, 1918, il embarque à Philadelphie afin de se diriger vers la France en tant qu'élément de la 4e brigade de la force expéditionnaire américaine. Le bataillon combat à la bataille du bois de Belleau où il se voit attribuer la croix de Guerre avec le soutien du gouvernement français. En novembre 1918, le 2/6 a également participé à l'offensive Meuse-Argonne. Le bataillon retourna ensuite à la base Quantico du corps des marines le 19 juin 1919. Le bataillon est retiré de l'armée d'active le 20 août 1919.

## Seconde Guerre mondiale
Lors de l'automne 1942, le 6e régiment de marines est débarqué à Wellington en Nouvelle-Zélande pour s'entraîner avant la bataille de Guadalcanal. Ensuite le régiment et donc son 2e bataillon participe à l'opération Galvanic et à la prise de Betio en novembre 1943.

## Aujourd'hui
Au printemps 2006, le bataillon avait passé sept mois en Irak. Il se trouvait alors dans le secteur de la ville de Falloujah en tant qu'élément du 5e régiment de combat de marines (5th regimental Combat Team of Marines).